# Sri Menanti (Mekakau Ilir)
Sri Menanti is een bestuurslaag in het regentschap Ogan Komering Ulu Selatan van de provincie Zuid-Sumatra, Indonesië. Sri Menanti telt 1363 inwoners (volkstelling 2010).